# Zwartzusters Mechelen
Die Augustinessen Zwartzusters van Mechelen waren eine römisch-katholische Schwesterngemeinschaft in Belgien, welche sich in der Krankenpflege betätigten und zur Familie der Celliten gehörten.

## Geschichte

### Mittelalter und Frühe Neuzeit
In Mechelen sind die Zwartzusters erstmals im Jahre 1305 nachgewiesen. 1367 erwähnt ein Schöffenbrief ihren Konvent am Schermelbloc. Nachdem sie 1462 die Regel des heiligen Augustinus angenommen hatten, legten die 14 Schwestern des Konventes, welcher den Namen Galiläa trug, im folgenden Jahr in die Hände des Priors der Karmeliten die Gelübde ab. Auch in den nächsten Jahren sollten die Visitatoren stets dem Karmelitenorden entstammen, bis sie 1647 auf Geheiß des Erzbischofs hierin von den Oratorianern abgelöst wurden und 1720 unter die Aufsicht eines Weltgeistlichen gerieten.
Nachdem sie 1477 eine Kapelle errichtet hatten, wurden ihre Gottesdienste durch die Karmeliten versehen. Da wir aber erst 1510 von der Einweihung einer Kapelle erfahren, wissen wir nicht, ob es sich um die genannte oder aber bereits um einen Nachfolgerbau handelt. Es ist uns nicht viel aus diesen Jahren bekannt, doch pflegten die Schwestern die Pestkranken, deren Hospital durch den Stadtmagistrat vor die verlegt wurde, wobei viele in ihrem Dienst das Leben ließen. Doch kaum hatten sie sich davon erholen können, als die Explosion der Zandpoort, im Jahre 1546, ihr Kloster in Mitleidenschaft zog und nur durch eifriges Kollektieren wieder instand gesetzt werden konnte. Doch schon 1580 sollte die Stadt in die Hände der Calvinisten fallen. Eine Horde dieser Belagerer fiel in das Kloster ein und bemächtigte sich aller für sie fassbaren Dinge. Um den Schwestern angeblich versteckt gehaltenes Gold zu entlocken, fesselten sie die 73-jährige Oberin, Johanna Screvens, an ein Pferd und schleiften sie durch die Stadt zur Festung. Um ihre Oberin vor dem Tod zu bewahren, zahlte die Gemeinschaft eine Summe von 2.800 Gulden.
Im Verlauf des 17. Jahrhunderts verlieh ihnen der Stadtmagistrat verschiedene Schenkungen und Privilegien, so dass sie ihr Kloster mit den Jahren vergrößern konnten. In diesem Zusammenhang weihte auch der Erzbischof, Mathias Hovius, am 18. April 1618 den neuen Altar der Kapelle zu Ehren Mariens, des heiligen Johannes und des heiligen Augustinus. Nachdem es zu einer Blütezeit bis in die zweite Hälfte des 18. Jahrhunderts gekommen war, verlangte ihnen der Stadtmagistrat am 18. September 1773 eine Auflistung aller ihrer Güter und Einkünfte ab. Blieben sie auch von den Säkularisation Kaiser Joseph II. verschont, so sollte ihnen die kurz darauf beginnende französische Besatzung reichlich zu schaffen machen. Kaum hatten sie die Stadt eingenommen, als sie den Schwestern am 2. August 1793 eine Summe von 2.000 Livres abverlangten. Doch schon im kommenden Juli wurden sie mit 1.000 Gulden erneut zur Kasse gebeten, welche sie innerhalb von 24 Stunden zu bezahlen hatten. Da das Kloster eine solche Summe jedoch nicht aufbringen konnte, blieb den Schwestern nichts anderes übrig, als sogar das Silberwerk ihrer Kapelle einzuschmelzen. Doch kaum hatten sie unter größten Opfern bezahlt, da kam am 1. Januar 1795 auch schon die nächste Schikane, in welcher sie nachweisen sollten, dass ihr Kloster keine Überschüsse erwirtschaftete, wofür sie den Besatzungsbehörden ihre Buchhaltung offenlegen mussten. Nachdem sie im Folgejahr eine Aufhebung noch einmal hatten verhindern können, teilte man ihnen zu Beginn des Jahres 1798 mit, dass sie, wie alle anderen Klöster auch, aufgehoben seien und ihr Besitz an den Staat falle. Als dann die Ausweisung der Schwestern am 20. Februar mit blankem Säbel vollzogen wurde, befanden sich nur vier im Hause, während sich die übrigen bei den Kranken befanden.

### 19. und 20. Jahrhundert
Während sie nun ein Haus auf der Hairgracht bezogen, verkaufte man die Klostergebäude und riss diese im Jahre 1801 nieder. Nachdem sie hier sechs Jahre zugebracht hatten, gelang ihnen 1804 der Erwerb eines Hauses an der Vooghtstraat, wo die vierköpfige Gemeinschaft am 19. September 1805 erstmals wieder eine Profess entgegennehmen konnte. Endlich gelang es ihnen am 31. August 1819 die staatliche Anerkennung zu erwerben. Nachdem es ihnen im Jahre 1824 auch gelungen war, ein benachbartes Grundstück zu kaufen, konnten sie darauf endlich eine Kapelle errichten, hatten sie doch bis jetzt nur ein Zimmer mit einem Altar. Da die Schwesterngemeinschaft in den nächsten Jahren stetig wuchs, sah man sich im Jahre 1842 gezwungen, das zu klein gewordene Kloster auszuweiten. So war es ihnen bereits 1884 möglich, einige Schwestern zur Haushaltsführung in das Priesterseminar von Tournai zu entsenden und 1897 mit dem Sint-Augustinusgesticht zu Berlaar ihre erste Filiale zu gründen. In Mechelen selbst hatten sie seit 1916 auch die Pflege in der Sint-Jozefkliniek.
Die Kongregation bischöflichen Rechtes aggregierte sich am 26. Dezember 1927 dem Augustinerorden und übernahm im Juni 1942 auch die Pflege in der St.-Jozefskliniek in Turnhout. Am 8. März des folgenden Jahres erwarben sie eine an ihr Kloster angrenzende Villa Belaar und richteten in dieser ein Altenheim (Sint-Jozefsrusthuis) ein. Doch sollte die Kongregation keinen langen Bestand mehr haben, da sie bereits am 15. April 1967 zusammen mit den Zusters van Liefde of Dochters van Maria van Mechelen und den Dochters van de Onbevlekte Ontvangenis van Overijse zu einer neuen Kongregation, den Diocesane Zusters van Overijse-Mechelen, verschmolzen wurden.